# Gare de Northampton
La gare de Northampton est une gare ferroviaire desservant la ville de Northampton au Royaume-Uni.